# Радонежский детинец
Радонежский детинец — историческая деревянная крепость Радонежа, находившаяся на холме в излучине реки Пажи. Согласно археологическим данным, возникла на древнем городище дьяковской культуры, также были обнаружены мерянские артефакты VII—VIII веков. В первой половине XIV века — укреплённая усадьба радонежских наместников великих князей московских, ставшая во второй половине XIV века крепостью («городом»). Радонеж был сделан Владимиром Андреевичем Храбрым центром удельного Радонежского княжества в составе Серпуховско-Боровского княжества и передан сыну Андрею Владимировичу.
Радонежский детинец располагался на холме высотой 12—13 м, близ которого проходила Переяславская дорога. Он представлял собой неправильный треугольник, обращённый вершиной к речной излучине, а широким основанием — к перешейку, размером примерно 115х100 м. Проход к детинцу был искусственно сужен прокопанным с югу рвом. В наиболее уязвимых местах, где склоны были не очень крутыми, был насыпан вал высотой до 6 м. У крепости было две башни — воротная, у входа на городище, и на южном окончании, откуда, вероятно, вёлся фланкирующий обстрел вдоль юго-восточной стены. С напольной стороны перед валом на некотором удалении находилась ещё одна линия обороны — дубовый частокол, поверх которого защитники крепости могли вести огонь, находясь на заборолах стены. В крепость можно было попасть только по узкому десятиметровому перешейку, перерезанному рвом глубиной 2 м с перекинутым через него деревянным мостом. В дно рва, вероятно, были забиты заострённые колья. Возможно также наличие захаба между крепостной стеной и частоколом, ведшего к южным воротам. За пределами крепости находился не очень значительный посад.
Радонежский детинец был сожжён поляками в 1610 году и больше не отстраивался. Посад Радонежа впоследствии длительное время назывался Городком в память о бывшем городском статусе. В настоящее время на городище Радонежа находится кладбище. Земляные валы сохранились до наших дней, с напольной восточной стороны остались следы двух рвов. На месте бывшего посада сегодня находится Преображенская церковь (1834—1840) и памятник Сергию Радонежскому (1988), созданный скульптором Вячеславом Клыковым.